# 関井陽子
関井 陽子（せきい ようこ、1976年12月24日 - ）は、日本の元女子バレーボール選手。

## 来歴
京都府京都市出身。小学5年の時に「スポーツ教室がバレーボールしかなかった」のでバレーボールを始めた。京都府立北嵯峨高等学校在学時に全国高等学校バレーボール選抜優勝大会3位入賞を果たして、1995年にVリーグダイエー（当時）に入部。
2001年、第7回Vリーグにおいて、久光製薬スプリングアタッカーズの準優勝に大きく貢献し、自らも敢闘賞、ベスト6に輝いた。
センタープレイヤーとしては決して長身ではないが、ずば抜けた身体能力と跳躍力を持った肉体美の選手だった。

## 球歴
- 所属チーム履歴

京都市立朱雀第八小学校（朱八スポーツ教室） → 京都市立西ノ京中学校 → 京都府立北嵯峨高等学校 → ダイエー/オレンジアタッカーズ/久光製薬スプリングアタッカーズ（1995年 - 2002年）→久光製薬スプリングス（2002年 - 2004年）
- 受賞歴
  - 2001年 - 第7回Vリーグ 敢闘賞、ベスト6